# Stigmella orientalis
Stigmella orientalis là một loài bướm đêm thuộc họ Nepticulidae. Nó là loài duy nhất được tìm thấy ở Kyushu in Nhật Bản.
Ấu trùng ăn Acer species. Chúng ăn lá nơi chúng làm tổ.